# Liga van Lezhë
De Liga van Lezhë (Albanees: Lidhja e Lezhës) ook wel de Albanese Liga (Lidhja Arbërore) (2 maart 1444 - 25 april 1479) was een verbond tussen alle vorstendommen in Albanië, gesloten in de stad Lezhë. Het doel van deze alliantie van de Albanese vorsten was om het ingedrongen Ottomaanse Rijk, in een gewapend conflict te verslaan. 
De Liga van Lezhë wordt vaak beschouwd als de wortelen van de huidige Albanese staat omdat het de eerste keer was dat Albanezen een territoriale eenheid vormden nadat de Albanese adel enkele eeuwen over zelfbestuurde middeleeuwse vorstendommen regeerden. Na de oprichting van de Liga van Lezhë kroonde Skanderbeg zichzelf tot Zoti i Arbërise, (Nederlands: Heer van Albanië).

## Geschiedenis

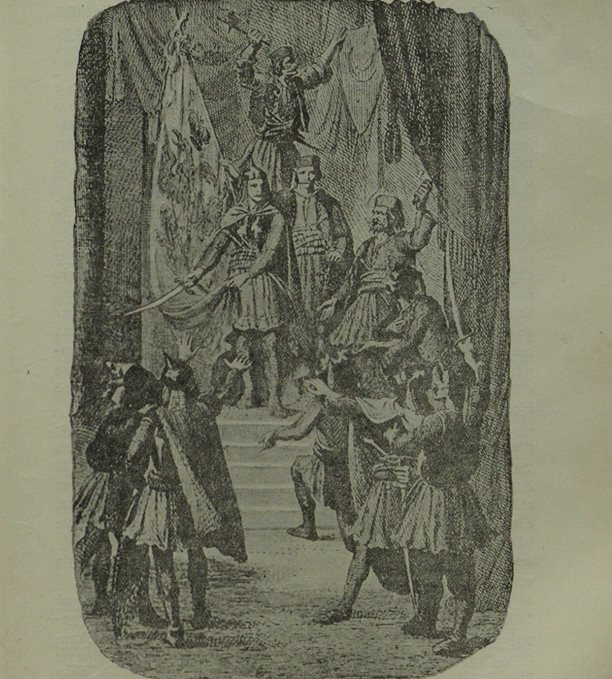
Aankomst van Skanderbeg in Krujë (1443). De Ottomaanse vlag wordt vervangen voor een vlag met een Albanese adelaar.

Nadat het Prinsdom Albanië in 1415 werd ontbonden en verdeeld werd tussen het Ottomaanse Rijk en de Republiek Venetië en de andere Albanese vorsten heersten over autonome gebieden werd in 1444 besloten door de Albanezen zich tot één staat samen te voegen, de Liga van Lezhë. Deze militaire alliantie werd geleid door Skanderbeg en na zijn dood door Lekë Dukagjini. Skanderbeg had een bijeenkomst georganiseerd, waar de Albanese edelen en de leiders van de vrije Albanese vorstendommen van de hoge bergen, aanwezig waren en waar ze tot het besluit kwamen om gezamenlijk tegen de Venetianen en Ottomanen te strijden. Ze kozen Skanderbeg als leider.

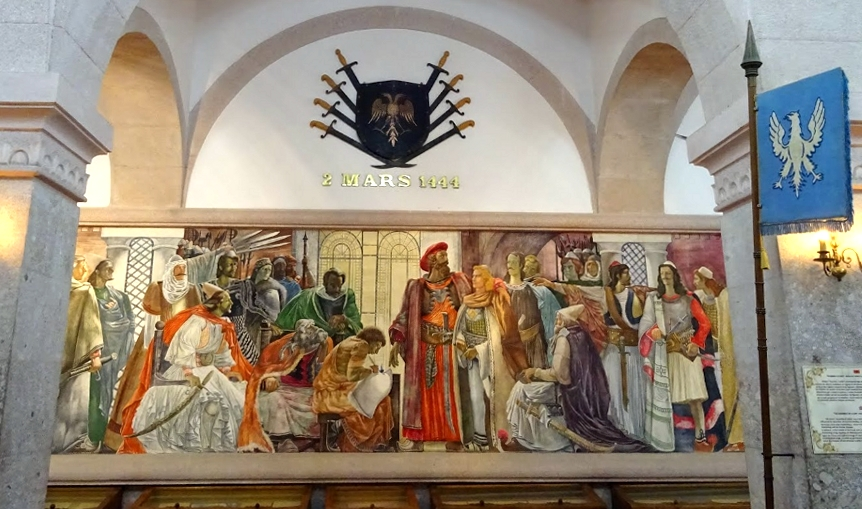
De leiders van de Liga van Lezhë afgebeeld op een schilderij in het Skanderbeg museum in Krujë.

Onder Skanderbegs bevel marcheerden de Albanese strijders naar het oosten om de steden Dibra en Ohrid in te nemen. Vijfentwintig jaar lang, van 1443 tot 1468, marcheerden Skanderbegs 10.000 manschappen door Ottomaans grondgebied en versloegen de veel grotere en beter bevoorrade Ottomaanse strijdkrachten. Hongarije, en later Napels- bevreesd voor de militaire successen van de Ottomanen buiten Albanië - gaven financiële en logistieke steun aan Skanderbegs leger. Waar de Venetianen werden verslagen door de Liga van Lezhë verloor de Liga, na de dood van Skanderbeg en 47 jaar succesvol verzet, de strijd tegen de Ottomanen.
Op het Sheshi Besëlidhja te Lezhë staat een monument met een grote gedenkplaat ter herdenking van de oprichting van de Liga.

## Vorsten
| Vorst | Vorst              | Regeringsperiode |
| ----- | ------------------ | ---------------- |
|       | Gjergj Kastrioti   | 1444–1468        |
|       | Lekë III Dukagjini | 1468–1479        |

## Adellijke families
- Kastrioti
- Dukagjini
- Muzaka
- Arianiti
- Thopia
- Balsha
- Zaharia
- Gropa
- Spani

## Belangrijke personen bij het verdrag
- Skanderbeg
- Lekë Dukagjini
- Gjergj Arianiti
- Teodor III Muzaka
- Pal II Dukagjini
- Nikollë II Dukagjini
- Pjetër Spani
- Lekë Dushmani
- Lekë Zaharia
- Gjergj Balsha
- Andrea II Thopia
- Stefan Crnojević

## Veldslagen
Skanderbeg is 25 keer ten strijde getrokken. Hij won 24 keer; zijn enige verlies was in Berat.
- Beleg van Petrela (1443/1444)
- Beleg van Stelluzi (1443/1444)
- Eerste beleg van Svetigrad (1443/1444)
- Slag van Torvioll (1444)
- Slag van Mokra (1445)
- Slag van Otoletë (1446)
- Albanees-Venetiaanse Oorlog (1447-1448)
- Slag van Drin (1448)
- Slag van Oronik (1448)
- Beleg van Svetigrad (1448)
- Beleg van Krujë (1450)
- Slag om Polog (1453)
- Beleg van Berat (1455)
- Slag van Oronichea (1456)
- Slag om Albulena (1457)
- Slag van Mokrena (Dibra) (1462)
- Slag van Lage Dibra (1462)
- Slag van Pollog (1462)
- Slag om Ohrid (1464)
- Slag van Ohër (1464)
- Slag van Kumanovo (1465)
- Beleg van Krujë (1466)

## Soldaten
De Liga van Lezhë telde 8.000 tot 15.000 soldaten. Hieronder een overzicht van enkele commandanten:
| Afbeelding | Militair                           | Opmerking |
| ---------- | ---------------------------------- | --- |
|            | Vorst van Albanië Gjergj Kastrioti | Stichter van de Liga van Lezhë, onder zijn bevel wonnen de Albanezen 24 van de 25 veldslagen.                                                |
|            | Lekë III Dukagjini                 | Opvolger van Skanderbeg als opperbevelhebber van het Albanese leger na diens dood in 1468.                                                   |
|            | Gjergj Arianiti                    | Kwam al tijdens de eerste reeks in opstand, sneuvelde in 1462 in een kasteel na een Ottomaanse aanval.                                       |
|            | Vrana Konti                        | Prominent figuur vanwege zijn lichaamslengte, leidde onder andere het Beleg van Krujë en het Beleg van Berat.                                |
|            | Tanush II Thopia                   | Naaste compagnon van Skanderbeg, leidde verschillende veldslagen; sneuvelde mogelijk tijdens het Beleg van Berat.                            |
|            | Gjergj Lleshi                      | Schakelde de Ottomaanse commandant Ballaban Badera uit tijdens het Beleg van Krujë.                                                          |
|            | Zaharia Gropa                      | Adellijke prins die deel uitmaakte van Skanderbeg zijn peloton.                                                                              |
|            | Moisi Golemi                       | Liep in 1455 over naar het Ottomaanse leger. Keerde nadien weer terug om te vechten voor Albanië nadat Skanderbeg het verraadt had vergeven. |
|            | Hamza Kastrioti                    | Neef van Skanderbeg, vocht aanvankelijk aan Albanese zijde maar liep in 1457 over naar het Ottomaanse leger.                                 |
|            | Vladan Jurica                      | Een van de hogere generalen onder Skanderbeg die een bataljon soldaten leidde.                                                               |

Slagen van Arianit (voor Skanderbeg) · Slag van Torvioll · Eerste Slag van Mokra · Slag van Otonetë · Albanees-Venetiaanse Oorlog · Eerste Slag van Oranik · Beleg van Svetigrad · Eerste Beleg van Krujë · Slag van Modrica · Eerste Slag van Meçad · Eerste Slag van Pollog · Beleg van Berat · Tweede Slag van Oranik · Slag van Ujëbardha · Italiaanse expeditie · Eerste Slag van Mokra · Macedonië-veldtocht (Tweede Slag van Mokra, Tweede Slag van Pollog, Slag van Livad) · Slag van Ohrid · Eerste Slag van Vajkal · Derde Slag van Oranik · Ballaban's veldtocht (Tweede Slag van Vajkal, Slag van Kashari) · Slag van Kumaniv · Tweede Beleg van Krujë · Derde Beleg van Krujë · Vierde Beleg van Krujë (na de dood van Skanderbeg)